# Dự Nhượng
Dự Nhượng (tiếng Trung: 豫讓; bính âm: Yu Rang) (?-453 TCN) là một người nước Tấn sống vào cuối thời Xuân Thu tại Trung Quốc. Dự Nhượng được người đời sau biết tới trong vai trò thích khách nổi tiếng bậc nhất của thời Xuân Thu Chiến Quốc. Truyện Dự Nhượng kiên trì ám sát Triệu Tương tử để trả thù cho Trí bá Dao (tức Tuân Dao) đã được Tư Mã Thiên ghi lại trong tác phẩm Sử ký của ông.

## Tiểu sử
Sách Sử ký ghi lại, Dự Nhượng vốn là người nước Tần đến nước Tấn. Trước ông theo hầu họ Phạm, sau lại thờ họ Trung Hàng nhưng đều chỉ là bậc khách thường, không ai biết tới. Họ Phạm và họ Trung Hàng bị diệt, Dự Nhượng tới thờ Trí bá Dao, người đứng đầu họ Trí có quyền lực lớn nhất ở nước Tấn, và được Trí bá Dao hết mực khoản đãi như bậc thượng khách.
Năm 455 TCN, Trí Bá đem quân đánh họ Triệu, một gia tộc lớn khác ở nước Tấn, nhưng bị Triệu Tương tử lập kế liên kết cùng họ Hàn và họ Ngụy đánh cho đại bại. Họ Trí bị diệt, phần đất của họ Trí bị ba họ còn lại chia nhau lập nên Tam Tấn, riêng Trí Bá Dao bị Triệu Tương tử giết rồi lấy đầu lâu sơn lại để làm đồ đựng rượu vì oán hận Trí Bá Dao.
Dự Nhượng biết tin chủ bị giết đành phải trốn vào núi và thề trả thù cho họ Trí, Sử ký đã ghi lại lời của ông như sau:
| “ | Than ôi! Kẻ sĩ chết vì người tri kỷ! Người con gái làm dáng vì kẻ yêu mình. Nay Trí Bá biết ta, ta phải liều chết báo thù để đền ơn, có thế hồn phách ta mới khỏi xấu hổ! | ” |

Quyết tâm trả thù, Dự Nhượng thay tên đổi họ rồi xin vào làm người hầu trong cung, trong người luôn mang theo chủy thủ để tìm cơ hội hành thích Triệu Tương tử. Tuy nhiên Triệu Tương tử cảm thấy bất an bèn bắt Dự Nhượng tra hỏi và phát hiện ra âm mưu báo thù của ông, coi Dự Nhượng hành động như vậy là kẻ hiền, Triệu Tương tử tha chết cho ông và thả cho Dự Nhượng đi.
Không chịu bỏ cuộc, Dự Nhượng tự hủy hoại dung nhan và giọng nói khiến cho đến vợ ông cũng không thể nhận ra chồng khi Dự Nhượng giả làm ăn xin ngoài chợ. Biết tin Triệu Tương tử ra khỏi cung, Dự Nhượng giả dạng ăn mày nấp dưới cầu định thừa cơ hành thích, tuy nhiên khi xa giá của Tương tử tới nơi thì con ngựa của Tương tử bất chợt sợ hãi, Triệu Tương tử đoán ngay rằng đây là Dự Nhượng đang định hành thích mình. Dự Nhượng bị bắt, khi Triệu Tương tử hỏi ông rằng tại sao đã thờ ba đời chủ mà vẫn hết lòng trả thù cho Trí bá Dao như vậy, Dự Nhượng đáp:
| “ | Tôi thờ họ Phạm và họ Trung Hàng, họ xem tôi là hạng người thường nên tôi báo đáp họ theo lối người thường. Còn như Trí bá đối đãi với tôi như người quốc sĩ, nên tôi phải báo thù theo lối quốc sĩ. | ” |

Triệu Tương tử nghe vậy biết rằng mình không thể lung lay quyết tâm báo thù của Dự Nhượng nên đành phải cho quân sĩ giết ông. Trước lúc chết, Dự Nhượng xin Tương tử đưa áo đang mặc để ông đâm vào đó cho thỏa lòng báo thù, chết khỏi ân hận. Tương tử đưa áo, Dự Nhượng bèn đâm vào đó mấy lần rồi đâm cổ tự vẫn. Kẻ sĩ nước Triệu nghe chuyện Dự Nhượng chết ai nấy đều không khỏi bùi ngùi.

## Nhận xét
Tư Mã Thiên sau này xếp Dự Nhượng vào một trong 5 thích khách được ông đưa vào chính sử, ông nhận xét: "Từ Tào Mạt đến Kinh Kha năm người, chí nguyện của họ thành hoặc không thành, nhưng lập ý rõ ràng, không trái với ý mình, danh tiếng để lại đời sau có phải vớ vẩn đâu!".

## Trong văn hóa
Truyện Dự Nhượng quyết tâm báo thù cho chủ sau này đã trở thành một điển tích nổi tiếng về lòng trung thành và ý chí quyết tâm. Phùng Mộng Long trong tác phẩm Đông Chu Liệt Quốc của ông đã mô tả lại câu chuyện của Dự Nhượng trong hồi 84: "Trí bá tháo nước vào Tấn Dương thành - Dự Nhượng đánh áo Triệu Tương tử". Trong truyện, Phùng Mộng Long còn thêm chi tiết rằng chiếc áo do Dự Nhượng đâm vào lại chảy ra máu tươi khiến cho Triệu Tương tử thấy thế mà hoảng sợ sinh bệnh rồi qua đời không lâu sau đó. Trần Hưng Đạo ở ngay phần đầu tác phẩm Hịch tướng sĩ của ông đã dùng hình ảnh Dự Nhượng để khuyến khích binh sĩ quyết tử vì đất nước:
| “ | Ta thường nghe: Kỷ Tín đem mình chết thay, cứu thoát cho Cao Đế; Do Vu chìa lưng chịu giáo, che chở cho cho Chiêu Vương; Dự Nhượng nuốt than, báo thù cho chủ; Thân Khoái chặt tay để cứu nạn cho nước. Kính Đức một chàng tuổi trẻ, thân phò Thái Tông thoát khỏi vòng vây Thế Sung; Cảo Khanh một bầy tôi xa, miệng mắng Lộc Sơn, không theo mưu kế nghịch tặc. Từ xưa các bậc trung thần nghĩa sĩ, bỏ mình vì nước, đời nào chẳng có? Ví thử mấy người đó cứ khư khư theo thói nhi nữ thường tình thì cũng đến chết hoài ở xó cửa, sao có thể lưu danh sử sách cùng trời đất muôn đời bất hủ được? | ” |

Trong thời gian đi sứ ở Trung Quốc, Nguyễn Du đã sáng tác tới hai tác phẩm trong tập Bắc hành tạp lục lấy đề tài về truyện Dự Nhượng, đó là một bài hành có tên Dự Nhượng kiều chuỷ thủ hành (豫讓橋匕首行, Bài hành về chiếc chủy thủ cầu Dự Nhượng) và một bài thơ lấy tên Dự Nhượng kiều:
| 豫讓橋         | Dự Nhượng kiều                     | Cầu Dự Nhượng                    |
| 豫讓匿身刺襄子 | Dự Nhượng nặc thân thích Tương Tử  | Dự Nhượng giấu mình đâm Tương Tử |
| 此地因名豫讓橋 | Thử địa nhân danh Dự Nhượng kiều   | Cầu tên Dự Nhượng kể từ đây      |
| 豫讓既殺趙亦滅 | Dự Nhượng ký sát Triệu diệc diệt   | Dự Nhượng giết đi nhà Triệu mất  |
| 橋邊秋草空蕭蕭 | Kiều biên thu thảo không tiêu tiêu | Bên cầu xơ xác cỏ thu lay        |
| 君臣正論堪千古 | Quân thần chính luận kham thiên cổ | Trung nghĩa lời bàn gương vạn cổ |
| 天地全經盡一朝 | Thiên địa toàn kinh tận nhất triêu | Đất trời đạo trọn sáng hôm nay   |
| 凜烈寒風冬日薄 | Lẫm liệt hàn phong đông nhật bạc   | Căm căm gió lạnh ngày đông nhạt  |
| 奸雄過此尚魂消 | Gian hùng quá thử thượng hồn tiêu  | Gian hùng bước tới vía hồn bay   |